# Domacha (obwód charkowski)
Domacha (ukr. Домаха) – wieś na Ukrainie, w obwodzie charkowskim, w rejonie łozowskim, w hromadzie Łozowa. W 2001 liczyła 1004 mieszkańców.